# نهائي كأس الكؤوس الإفريقية 1976
نهائي كأس أفريقيا للأندية أبطال الكؤوس 1976 هي المباراة النهائية للنسخة الثانية من كأس أفريقيا للأندية أبطال الكؤوس .
وتوج بها شوتينغ ستارز النيجيري على حساب تونير ياوندي الكاميروني .

## الفرق
| الفريق       | وصول سابق (الخط الغليظ يشير إلى بطل تلك النسخه) |
| ------------ | ----------------------------------------------- |
| تونير ياوندي | 1 (1975)                                        |
| شوتينغ ستارز | 0                                               |

## وصول النهائي
| الفريق         | الدور       | إجم.          | نتيجة.ذ | نتيجة.إ |
| -------------- | ----------- | ------------- | ------- | ------- |
| روكانا يونايتد | ربع النهائي | 3-4           | 2-3     | 1-1     |
| الزمالك        | نصف النهائي | 2-2 3-5 (ر.ت) | 2-0     | 0-2     |

| الفريق     | الدور       | إجم. | نتيجة.ذ | نتيجة.إ |
| ---------- | ----------- | ---- | ------- | ------- |
| كالوم ستار | ربع النهائي | 1-2  | 0-0     | 1-2     |
| فيتا كلوب  | نصف النهائي | 2-4  | 1-1     | 1-3     |

## النهائي
| شوتينغ ستارز | 1-4   | تونير ياوندي |
| ------------ | ----- | ------------ |
|              | تقرير |              |

| تونير ياوندي | 0-1   | شوتينغ ستارز |
| ------------ | ----- | ------------ |
|              | تقرير |              |